# Beatrix Balogh
Beatrix Csatáné Balogh, född 12 december 1974 i Kaposvár, Ungern, är en ungersk tidigare handbollsspelare (högersexa). Hon blev europamästare 2000 och olympisk silvermedaljör 2000.

## Klubblagskarriär
Beatrix Balogh spelade för Dunaferr SE under klubbens bästa tid i slutet av 1990-talet. Hon vann ungerska mästerskapet tre år 1998, 1999 och 2001. Hon vann cupen 2 gånger, 1998 och 1999. Under denna tid lyckades klubben vinna flera europeiska cuper som EHF-cupen1998, EHF Champions League 1999. Under delar av denna tid fick Balogh ersätta den skadade skytten Bojana Radulovics som högernia vilket visar att hon var en allroundspelare. Hon spelade också utomlands, bland annat för Hypo Niederösterreich i Österrike 2001 till 2004. Åren i Österrike stördes av skador, ett ledband i fotleden. Hon födde också en dotter när hon spelade för Hypo. Hon blev österrikisk mästare och cupvinnare 2002 och 2003. Hon spelade 2004–2008 för Alba Fehérvár KC. Hon vann EHF-cupen för andra gången med Alba 2005. 2008 spelade hon ett år för Mar Valencia. Från 2009 spelade hon åter för Dunaújváros (Dunaferr) i två år. Från 2011 blev Balogh spelande tränare för Marcali VSZSE. 2016 blev hon tränare för Egerszegi KK.

## Landslagskarriär
Beatrix Balogh debuterade i landslaget i Győr den 5 mars 1994 mot Island. Hon var sedan med i EM 1996 och VM 1997. I Europamästerskapet i handboll för damer 1998 blev hon bronsmedaljör med Ungern. Hon tog OS-silver i damernas turnering i samband med de olympiska handbollstävlingarna 2000 i Sydney och samma år vid Europamästerskapet i handboll för damer 2000 vann hon EM-guldet med Ungern. 2001 blev det en sjätteplats på VM men Balogh röstades in i All Star-laget. 2002 slutade Ungern femma vid EM. 2004 var hon medlem i OS-truppen, men blev inte uttagen bland de 14 som fick delta. Hon vann en bronsmedalj vid EM 2004 och likaså vid VM 2005. 2006 slutade hon femma på EM. 2007 var hennes sista mästerskap och det slutade med en åttonde plats på VM.

## Individuella utmärkelser
- Skytteligavinnare i ungerska ligan 2006.
- Uttagen i  All-Star-Team vid VM 2001.

- Årets handbollsspelare i Ungern 1997